# Крейдяне (заказник)

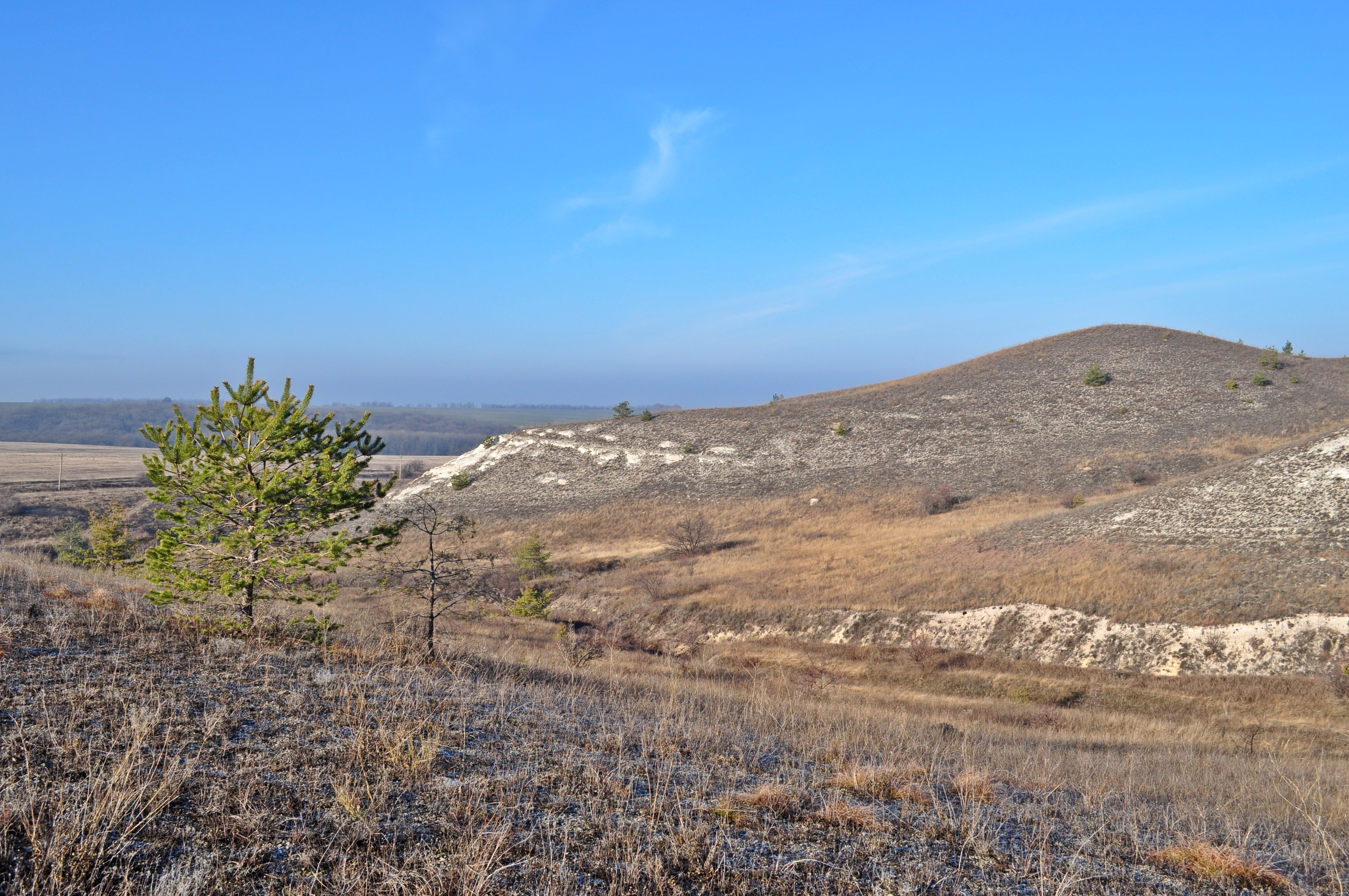
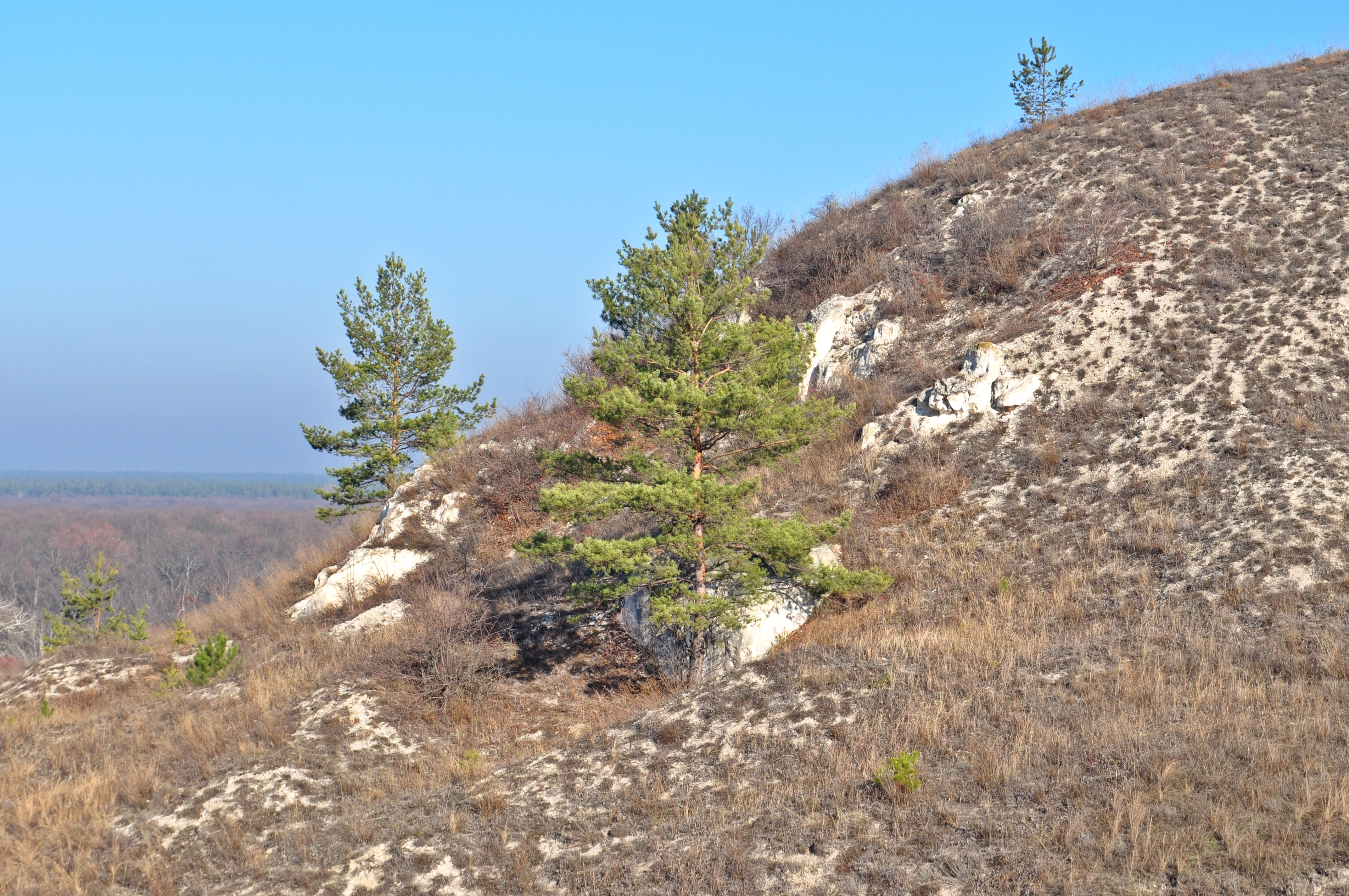
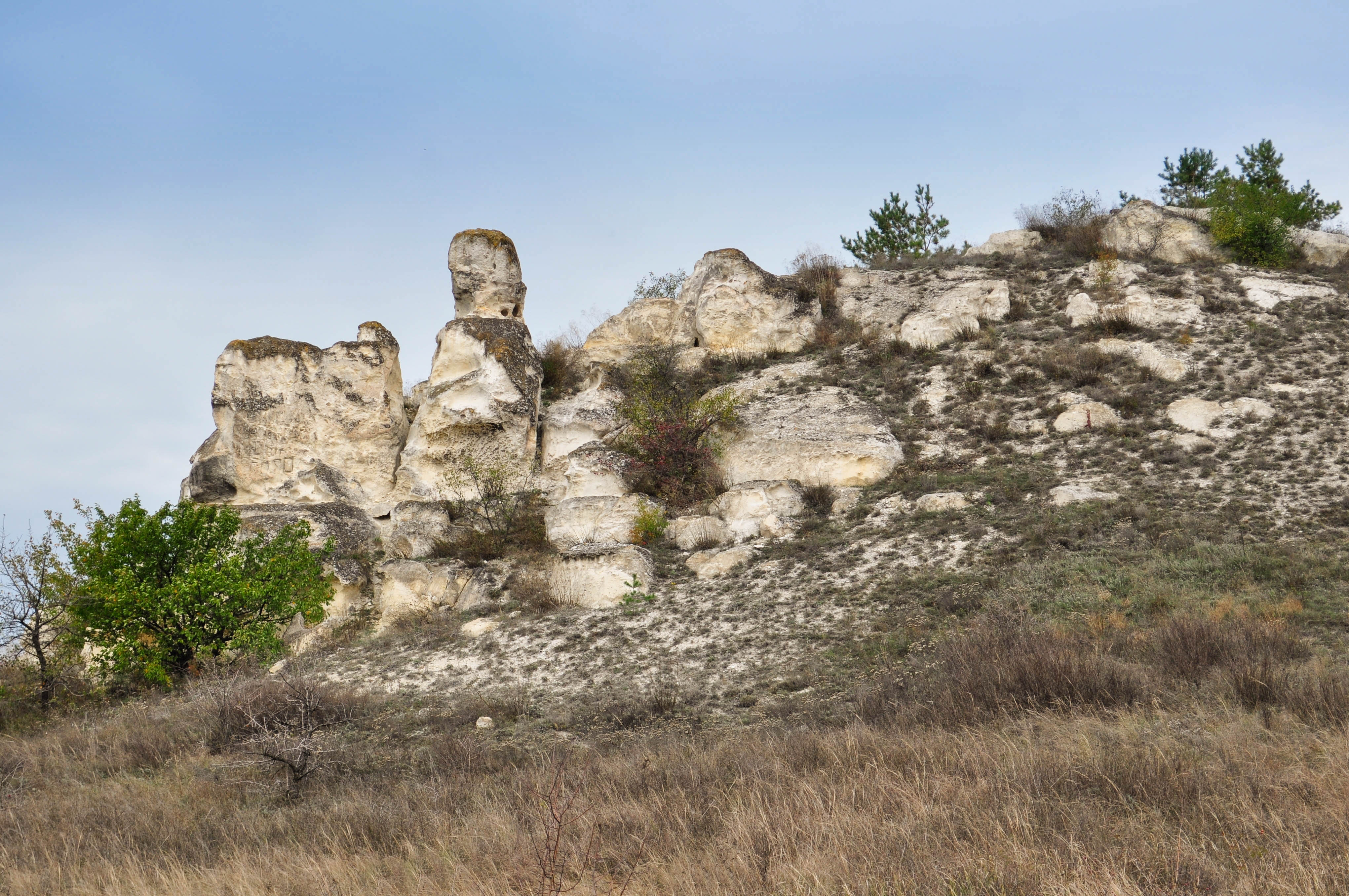

Кре́йдяне — ботанічний заказник місцевого значення в Україні. Об'єкт розташований на території Краматорського району Донецької області, біля сіл Пискунівка та Стародубівка.
Площа — 102,9 га, статус отриманий у 2006 році.